# Shikabala
Mahmoud Abdel Razek Fadlallah – meglio noto come Shikabala – (in arabo شيكابالا‎?; Assuan, 5 marzo 1986) è un ex calciatore egiziano, centrocampista dello Zamalek.

## Caratteristiche tecniche
Agisce prevalentemente alle spalle degli attaccanti, tuttavia – grazie alla sua notevole velocità palla al piede – può essere schierato anche lungo le corsie laterali. Si distingue per doti tecniche – che gli consentono di saltare il diretto avversario nell'uno contro uno – senso della posizione e visione di gioco.

## Carriera

### Club
Muove i suoi primi passi nel settore giovanile dello Zamalek. Libero da vincoli contrattuali non avendo sottoscritto alcun contratto professionistico con la società, nel 2005 viene tesserato dal PAOK, in Grecia. Dopo due stagioni rescinde il contratto con la società per poter andare in Egitto a svolgere il servizio militare.
Il 31 gennaio 2014 torna in Europa, firmando un contratto valido fino al 2018 con lo Sporting Lisbona. Nell'accordo è presente una clausola rescissoria da 45 milioni di euro. In attesa di adattarsi ad uno stile di gioco differente da quello egiziano, trascorre i primi mesi relegato nella formazione riserve.
Tuttavia, a settembre, una volta appresa l'esclusione dalla lista UEFA, il calciatore – che si trovava in Egitto per un impegno con la nazionale – decide di non rientrare in Portogallo nei tempi prestabiliti con la società, facendo perdere le proprie tracce. La società decide quindi di congelargli lo stipendio.
Il 30 agosto 2015 lo Zamalek ne annuncia il tesseramento per cinque stagioni, per poi prestarlo all'Ismaily. Complice l'esonero di Mido, che ne aveva avallato l'acquisto, il 27 dicembre le due società si accordano per la rescissione del prestito. Il 24 agosto 2017 passa in prestito oneroso all'Al-Ra'ed, nel campionato saudita.
Il 13 agosto 2018 si trasferisce in prestito all'Apollōn Smyrnīs, formazione impegnata nel campionato greco.

### Nazionale
Dopo aver giocato alcuni incontri con le selezioni giovanili, esordisce in nazionale il 3 giugno 2007 contro la Mauritania in un incontro di qualificazione alla Coppa d'Africa 2008, sostituendo Hossam Ghaly nell'intervallo. Nel 2010 viene inserito dal CT Hassan Shehata nella lista definitiva dei 23 convocati per la fase finale della Coppa d'Africa 2010, vinta dagli egiziani.
Alla luce delle ottime prestazioni fornite in Arabia Saudita, il 31 ottobre 2017 viene selezionato dal CT Héctor Cúper in vista dell'incontro contro il Ghana – in cui segnerà la rete del provvisorio vantaggio egiziano – valido per le qualificazioni ai Mondiali 2018, tornando in nazionale a distanza di tre anni. Il 4 giugno 2018 viene incluso nella lista dei 23 convocati per il campionato del mondo 2018. Assiste i compagni – eliminati nella fase a gironi – dalla panchina, senza scendere in campo.

## Statistiche

### Presenze e reti nei club
Statistiche aggiornate al 23 novembre 2023.
| Stagione                | Squadra                 | Campionato              | Campionato | Campionato | Coppe nazionali | Coppe nazionali | Coppe nazionali | Coppe continentali | Coppe continentali | Coppe continentali | Altre coppe | Altre coppe | Altre coppe | Totale | Totale |
| Stagione                | Squadra                 | Comp                    | Pres       | Reti       | Comp            | Pres            | Reti            | Comp               | Pres               | Reti               | Comp        | Pres        | Reti        | Pres   | Reti   |
| ----------------------- | ----------------------- | ----------------------- | ---------- | ---------- | --------------- | --------------- | --------------- | ------------------ | ------------------ | ------------------ | ----------- | ----------- | ----------- | ------ | ------ |
| 2002-2003               | Zamalek                 | PL                      | 6          | 0          | CE              | 3               | 2               | CCL                | 4                  | 0                  | SE+SA       | 0+1         | 0           | 14     | 2      |
| 2003-2004               | Zamalek                 | PL                      | 7          | 0          | CE              | 2               | 0               | ACC+CCL            | 5+0                | 0                  | SE          | 0           | 0           | 14     | 0      |
| 2004-gen. 2005          | Zamalek                 | PL                      | 9          | 0          | CE              | 2               | 0               | ACC+CCL            | 3+0                | 0                  | SE          | 0           | 0           | 14     | 0      |
| gen.-giu. 2005          | PAOK                    | AE                      | 0          | 0          | CG              | -               | -               | -                  | -                  | -                  | -           | -           | -           | 0      | 0      |
| 2005-2006               | PAOK                    | AE                      | 23         | 4          | CG              | 1               | 0               | CU                 | 4                  | 0                  | -           | -           | -           | 28     | 4      |
| 2006-gen. 2007          | PAOK                    | SL                      | 0          | 0          | CG              | 0               | 0               | -                  | -                  | -                  | -           | -           | -           | 0      | 0      |
| Totale PAOK             | Totale PAOK             | Totale PAOK             | 23         | 4          |                 | 1               | 0               |                    | 4                  | 0                  |             | -           | -           | 28     | 4      |
| gen.-giu. 2007          | Zamalek                 | PL                      | 8          | 3          | CE              | 3               | 2               | CCL                | 0                  | 0                  | -           | -           | -           | 11     | 5      |
| 2007-2008               | Zamalek                 | PL                      | 22         | 5          | CE              | 2               | 0               | CCL                | 4                  | 1                  | -           | -           | -           | 28     | 6      |
| 2008-2009               | Zamalek                 | PL                      | 16         | 3          | CE              | 1               | 0               | -                  | -                  | -                  | SE          | 0           | 0           | 17     | 3      |
| 2009-2010               | Zamalek                 | PL                      | 25         | 7          | CE              | 2               | 0               | -                  | -                  | -                  | -           | -           | -           | 27     | 7      |
| 2010-2011               | Zamalek                 | PL                      | 27         | 13         | CE              | 5               | 1               | CCL                | 4                  | 2                  | -           | -           | -           | 36     | 16     |
| 2011-2012               | Zamalek                 | PL                      | 14         | 3          | -               | -               | -               | CCL                | 4                  | 0                  | -           | -           | -           | 18     | 3      |
| 2012-gen. 2013          | Al-Wasl                 | PL                      | 13         | 4          | EEC             | 2               | 0               | -                  | -                  | -                  | -           | -           | -           | 15     | 4      |
| gen.-giu. 2013          | Zamalek                 | PL                      | 0          | 0          | CE              | 4               | 1               | CCL                | 6                  | 2                  | -           | -           | -           | 10     | 3      |
| 2013-gen. 2014          | Zamalek                 | PL                      | 0          | 0          | CE              | 0               | 0               | CCL                | 0                  | 0                  | -           | -           | -           | 0      | 0      |
| gen.-giu. 2014          | Sporting Lisbona B      | SL                      | 5          | 0          | -               | -               | -               | -                  | -                  | -                  | -           | -           | -           | 5      | 0      |
| gen.-giu. 2014          | Sporting Lisbona        | PL                      | 1          | 0          | CP+CdL          | -               | -               | -                  | -                  | -                  | -           | -           | -           | 1      | 0      |
| 2014-2015               | Sporting Lisbona        | PL                      | -          | -          | CP+CdL          | -               | -               | UCL+UEL            | -                  | -                  | -           | -           | -           | -      | -      |
| Totale Sporting Lisbona | Totale Sporting Lisbona | Totale Sporting Lisbona | 1          | 0          |                 | 0               | 0               |                    | -                  | -                  |             | -           | -           | 1      | 0      |
| 2015-gen. 2016          | Ismaily                 | PL                      | 8          | 2          | CE              | 0               | 0               | -                  | -                  | -                  | -           | -           | -           | 8      | 2      |
| gen.-giu. 2016          | Zamalek                 | PL                      | 17         | 1          | CE              | 4               | 1               | CCL                | 9                  | 1                  | SE          | -           | -           | 30     | 3      |
| 2016-2017               | Zamalek                 | PL                      | 25         | 5          | CE              | 3               | 0               | ACC+CCL            | 2+7                | 1+0                | SE          | 0           | 0           | 37     | 6      |
| 2017-2018               | Al-Ra'ed                | SPL                     | 21+2       | 9          | CPC             | 1               | 1               | -                  | -                  | -                  | KCC         | 0           | 0           | 24     | 10     |
| 2018-2019               | Apollōn Smyrnīs         | SL                      | 10         | 1          | CG              | 1               | 0               | -                  | -                  | -                  | -           | -           | -           | 11     | 1      |
| 2019-2020               | Zamalek                 | PL                      | 6          | 1          | CE+CE           | 3+3             | 0+1             | CCL                | 8                  | 3                  | SE+SE+SA    | 1+1+0       | 0           | 22     | 5      |
| 2020-2021               | Zamalek                 | PL                      | 27         | 1          | CE              | 3               | 0               | CCL                | 4                  | 1                  | -           | -           | -           | 34     | 2      |
| 2021-2022               | Zamalek                 | PL                      | 19         | 2          | CE              | 2               | 0               | CCL                | 5                  | 0                  | SE          | 1           | 0           | 27     | 2      |
| 2022-2023               | Zamalek                 | PL                      | 21         | 3          | CE              | 5               | 1               | CCL                | 6                  | 1                  | -           | -           | -           | 32     | 5      |
| 2023-2024               | Zamalek                 | PL                      | 15         | 3          | CE              | 1               | 0               | ACC+CC             | 3+9                | 0+2                | -           | -           | -           | 28     | 5      |
| 2024-2025               | Zamalek                 | PL                      | 2          | 0          | CE              | 0               | 0               | CC                 | 2                  | 0                  | SE+SA       | 2+0         | 0           | 6      | 0      |
| Totale Zamalek          | Totale Zamalek          | Totale Zamalek          | 266        | 50         |                 | 48              | 9               |                    | 85                 | 14                 |             | 6           | 0           | 405    | 73     |
| Totale carriera         | Totale carriera         | Totale carriera         | 349        | 70         |                 | 53              | 10              |                    | 89                 | 14                 |             | 6           | 0           | 497    | 94     |

### Cronologia presenze e reti in nazionale
| Cronologia completa delle presenze e delle reti in nazionale ― Egitto | Cronologia completa delle presenze e delle reti in nazionale ― Egitto | Cronologia completa delle presenze e delle reti in nazionale ― Egitto | Cronologia completa delle presenze e delle reti in nazionale ― Egitto | Cronologia completa delle presenze e delle reti in nazionale ― Egitto | Cronologia completa delle presenze e delle reti in nazionale ― Egitto | Cronologia completa delle presenze e delle reti in nazionale ― Egitto | Cronologia completa delle presenze e delle reti in nazionale ― Egitto |
| Data                                                                  | Città                                                                 | In casa                                                               | Risultato                                                             | Ospiti                                                                | Competizione                                                          | Reti                                                                  | Note                                                                  |
| --------------------------------------------------------------------- | --------------------------------------------------------------------- | --------------------------------------------------------------------- | --------------------------------------------------------------------- | --------------------------------------------------------------------- | --------------------------------------------------------------------- | --------------------------------------------------------------------- | --------------------------------------------------------------------- |
| 3-6-2007                                                              | Nouakchott                                                            | Mauritania                                                            | 1 – 1                                                                 | Egitto                                                                | Qual. Coppa d'Africa 2008                                             | -                                                                     | 46’                                                                   |
| 12-6-2007                                                             | Al Kuwait                                                             | Kuwait                                                                | 1 – 1                                                                 | Egitto                                                                | Amichevole                                                            | 1                                                                     |                                                                       |
| 1-6-2008                                                              | Il Cairo                                                              | Egitto                                                                | 2 – 1                                                                 | RD del Congo                                                          | Qual. Mondiali 2010                                                   | -                                                                     | 49’                                                                   |
| 7-6-2008                                                              | Gibuti                                                                | Gibuti                                                                | 0 – 4                                                                 | Egitto                                                                | Qual. Mondiali 2010                                                   | -                                                                     |                                                                       |
| 14-6-2008                                                             | Blantyre                                                              | Malawi                                                                | 1 – 0                                                                 | Egitto                                                                | Qual. Mondiali 2010                                                   | -                                                                     | 77’                                                                   |
| 22-6-2008                                                             | Il Cairo                                                              | Egitto                                                                | 2 – 0                                                                 | Malawi                                                                | Qual. Mondiali 2010                                                   | -                                                                     | 62’                                                                   |
| 23-1-2009                                                             | Il Cairo                                                              | Egitto                                                                | 1 – 0                                                                 | Kenya                                                                 | Amichevole                                                            | -                                                                     | 75’                                                                   |
| 12-8-2009                                                             | Il Cairo                                                              | Egitto                                                                | 3 – 3                                                                 | Guinea                                                                | Amichevole                                                            | -                                                                     | 50’                                                                   |
| 29-12-2009                                                            | Il Cairo                                                              | Egitto                                                                | 1 – 1                                                                 | Malawi                                                                | Amichevole                                                            | -                                                                     | 46’                                                                   |
| 4-1-2010                                                              | Dubai                                                                 | Egitto                                                                | 1 – 0                                                                 | Mali                                                                  | Amichevole                                                            | -                                                                     | 55’                                                                   |
| 16-1-2010                                                             | Benguela                                                              | Egitto                                                                | 2 – 0                                                                 | Mozambico                                                             | Coppa d'Africa 2010 - 1º turno                                        | -                                                                     | 68’                                                                   |
| 5-1-2011                                                              | Il Cairo                                                              | Egitto                                                                | 5 – 1                                                                 | Tanzania                                                              | Amichevole                                                            | -                                                                     | 67’                                                                   |
| 11-1-2011                                                             | Ismailia                                                              | Egitto                                                                | 3 – 0                                                                 | Burundi                                                               | Amichevole                                                            | -                                                                     | 51’                                                                   |
| 14-1-2011                                                             | Il Cairo                                                              | Egitto                                                                | 5 – 1                                                                 | Kenya                                                                 | Amichevole                                                            | -                                                                     | 72’                                                                   |
| 17-1-2011                                                             | Il Cairo                                                              | Egitto                                                                | 3 – 1                                                                 | Uganda                                                                | Amichevole                                                            | -                                                                     | 69’ 22’                                                               |
| 26-3-2011                                                             | Johannesburg                                                          | Sudafrica                                                             | 1 – 0                                                                 | Egitto                                                                | Qual. Coppa d'Africa 2012                                             | -                                                                     | 86’                                                                   |
| 5-6-2011                                                              | Il Cairo                                                              | Egitto                                                                | 0 – 0                                                                 | Sudafrica                                                             | Qual. Coppa d'Africa 2012                                             | -                                                                     | 66’                                                                   |
| 14-11-2011                                                            | Doha                                                                  | Brasile                                                               | 2 – 0                                                                 | Egitto                                                                | Amichevole                                                            | -                                                                     | 77’                                                                   |
| 29-3-2012                                                             | Omdurman                                                              | Egitto                                                                | 2 – 1                                                                 | Uganda                                                                | Amichevole                                                            | -                                                                     | 79’                                                                   |
| 16-10-2012                                                            | Abu Dhabi                                                             | Egitto                                                                | 0 – 1                                                                 | Tunisia                                                               | Amichevole                                                            | -                                                                     | 61’                                                                   |
| 14-11-2012                                                            | Tbilisi                                                               | Georgia                                                               | 0 – 0                                                                 | Egitto                                                                | Amichevole                                                            | -                                                                     | 66’                                                                   |
| 10-9-2013                                                             | El Gouna                                                              | Egitto                                                                | 4 – 2                                                                 | Guinea                                                                | Qual. Mondiali 2014                                                   | -                                                                     | 85’                                                                   |
| 30-9-2013                                                             | Il Cairo                                                              | Egitto                                                                | 2 – 0                                                                 | Uganda                                                                | Amichevole                                                            | -                                                                     | 83’                                                                   |
| 15-10-2013                                                            | Kumasi                                                                | Ghana                                                                 | 6 – 1                                                                 | Egitto                                                                | Qual. Mondiali 2014                                                   | -                                                                     | 46’                                                                   |
| 14-11-2013                                                            | Il Cairo                                                              | Egitto                                                                | 2 – 0                                                                 | Zambia                                                                | Amichevole                                                            | -                                                                     | 46’                                                                   |
| 19-11-2013                                                            | Il Cairo                                                              | Egitto                                                                | 2 – 1                                                                 | Ghana                                                                 | Qual. Mondiali 2014                                                   | -                                                                     | 62’                                                                   |
| 10-9-2014                                                             | Il Cairo                                                              | Egitto                                                                | 0 – 1                                                                 | Tunisia                                                               | Qual. Coppa d'Africa 2015                                             | -                                                                     | 72’                                                                   |
| 12-11-2017                                                            | Cape Coast                                                            | Ghana                                                                 | 1 – 1                                                                 | Egitto                                                                | Qual. Mondiali 2018                                                   | 1                                                                     | 65’                                                                   |
| 23-3-2018                                                             | Zurigo                                                                | Portogallo                                                            | 2 – 1                                                                 | Egitto                                                                | Amichevole                                                            | -                                                                     | 79’                                                                   |
| 27-3-2018                                                             | Zurigo                                                                | Egitto                                                                | 0 – 1                                                                 | Grecia                                                                | Amichevole                                                            | -                                                                     | 79’                                                                   |
| 25-5-2018                                                             | Al Kuwait                                                             | Kuwait                                                                | 1 – 1                                                                 | Egitto                                                                | Amichevole                                                            | -                                                                     | 46’                                                                   |
| 1-6-2018                                                              | Bergamo                                                               | Egitto                                                                | 0 – 0                                                                 | Colombia                                                              | Amichevole                                                            | -                                                                     | 80’                                                                   |
| Totale                                                                |                                                                       | Presenze                                                              | 32                                                                    |                                                                       | Reti                                                                  | 2                                                                     |                                                                       |

## Palmarès

### Club

#### Competizioni nazionali
- Campionato egiziano: 4

Zamalek: 2002-2003, 2003-2004, 2020-2021, 2021-2022
- Coppa d'Egitto: 6

Zamalek: 2002-2003, 2007-2008, 2012-2013, 2015-2016, 2018-2019, 2020-2021
- Coppa del Portogallo: 1

Sporting Lisbona: 2014-2015
- Supercoppa d'Egitto: 2

Zamalek: 2016, 2019

#### Competizioni internazionali
- CAF Champions League: 1

Zamalek: 2002
- Supercoppa CAF: 3

Zamalek: 2003, 2020, 2024
- Coppa dei Campioni araba: 1

Zamalek: 2003
- Coppa della Confederazione CAF: 1

Zamalek: 2023-2024

### Nazionale
Coppa d'Africa: 1 
Egitto: 2010

### Individuale
- Capocannoniere del campionato egiziano: 1

2010-2011 (13 gol, a pari merito con Ahmed Abd El-Zaher)